# Guy Matondo Kingolo
 (décembre 2019).
Guy Matondo Kingolo, né le 3 septembre 1962 à Anvers (Belgique), est un homme politique congolais, ministre provincial des Finances de la ville-province de Kinshasa de 2009 à 2019.

## Biographie

### Carrière
Guy Matondo est licencié en Sociologie de l'université de Lubumbashi (RDC), certifié en gestion des crédits budgétaires, en gestion des projets et en statistique du travail délivré par le bureau international du travail à Turin (Italie). Il fait ses études secondaires à Kinshasa au complexe scolaire cardinal Malula.
Il est, de 1988 à 1991, chef de service adjoint des relations professionnelles et conditions de Travail à l'association des Entreprises du Zaïre (ANEZA).
De 1992 à 1998, il est vérificateur des rémunérations de la République au bureau du secrétariat général du budget, tout en étant chef de l'administration au journal Analyste (de 1992 à 1993), puis chef du personnel adjoint à Mobimetal, de 1993 à 1996.
Guy Matondo est aussi sous-gestionnaire des crédits au cabinet du ministre des Affaires intérieures de 1998 à 2001. Et, de 2001 à 2004, il en devient le conseiller financier ; de 2004 à 2006, assistant financier au cabinet du ministre d'État des Affaires intérieures ; de 2006 à 2008, il reprend ses fonctions de conseiller financier au ministère des Affaires intérieures.
En 2008, il devient financier conseiller au cabinet du gouverneur de la ville de Kinshasa où il resta pendant une année avant de devenir, en 2009, ministre provincial des Finances, de l'Économie et des IPME de Kinshasa jusqu'en 2019.